# Тремеллони, Роберто
Роберто Тремеллони (итал. Roberto Tremelloni; 30 октября 1900, Милан — 8 сентября 1987, Брунико) — итальянский политический деятель, министр обороны Италии (1966—1968).

## Биография
Родился в семье скромного достатка. Окончил университет Боккони в Милане. Занимался преподавательской и журналистской деятельностью. Свой начальный политический опыт приобрёл в составе молодёжной группы Республиканской партии. В начале 1918 года был призван в армию, служил рядовым пехоты в Генуе, затем был направлен в военную школу курсантов Казерта. Вернувшись в Милан, он был направлен в Южный Тироль для патрулирования пограничного района, населённого немецкоязычным населением. По завершении Первой мировой войны работал репортёром газеты La Sera.
В 1922 году вступил в Объединённую социалистическую партию. Занимался профсоюзной деятельностью до её подавления режимом Муссолини.
В 1930 году становится профессором экономики Женевского университета, отойдя от политической жизни, сосредоточился на научных исследованиях.
В июле 1945 года был назначен вице-президентом Высшего промышленного совета Италии. В 1946 году вступает в Итальянскую социалистическую партию, избирается в городской совет Милана. В апреле 1948 года был впервые избран в состав Палаты депутатов итальянского парламента. Своим учителем в реализации промышленной политики считал Филиппо Турати.
- 1946—1947 гг. — заместитель министра,
- 1947—1948 гг. — министр промышленности и торговли, занимаясь вопросами восстановления экономики страны,
- 1948—1954 гг. — министр-делегат в президентской межведомственной комиссии по восстановлению экономики (CIR),
- 1954—1955 гг. — министр финансов Италии.

В 1956—1978 годах был одним из основателей итальянского отделения и президент Международного Центра информации по общественной, кооперативной, народной экономике (CIRIEC). С 1951 по 1962 год возглавлял городскую электротехническую компанию Милана (Azienda Elettrica Municipale), инициатор ряда значимых проектов. В 1951 году стал профессором экономики и делового администрирования Миланского технического университета.
- 1961—1962 и в июле-декабре 1963 гг. — председатель Комиссии по расследованию ограничений конкуренции в экономике,
- 1963—1966 гг. — министр финансов,
- 1966—1968 гг. — министр обороны Италии.

С 1969 по 1972 год — председатель комитета по бюджету и государственному участию Палаты депутатов.